# 塔马拉 (奔萨州)
塔马拉（羅馬化：Tamala）是俄罗斯奔萨州的市级镇、塔马拉区行政中心及规模最大聚居地，地处奔萨州西南部，位于顿河流域霍皮奥尔河一支流塔马拉河畔，在州府奔萨西南方，靠近该州与坦波夫州、萨拉托夫州的州界。镇内设有同名铁路车站。
该地2022年人口有6,164人；2010年人口7,476；2002年人口8,062；1989年人口8,577。